# Панамериканский чемпионат по дзюдо 1965
Панамериканский чемпионат по дзюдо 1965 года прошёл в городе Гватемала — столице одноимённого государства. Чемпионат был пятым по счёту. Наибольшего успеха добились дзюдоисты США, завоевавшие три золотых и одну серебряную награды. Соревнования проводились только среди мужчин.

## Медалисты
| Категория            | Золото               | Серебро                       | Бронза                        |
| -------------------- | -------------------- | ----------------------------- | ----------------------------- |
| до 68 кг             | Тосиюки Сейно · США  | Хесус Арредондо · Мексика     | Роландо Агуилар · Гватемала   |
| до 80 кг             | Джеймс Брегман · США | Габриэль Гольдшмид · Мексика  | Родольфо Касерес · Гуам       |
| свыше 80 кг          | Ричард Уолтер · США  | Филип Вронски · США           | Сальвадор Гольдшмид · Мексика |
| Абсолютная категория | Даг Роджерс · Канада | Сальвадор Гольдшмид · Мексика | Давид Канино · Пуэрто-Рико    |

## Медальный зачёт
*   Принимающая страна (Гватемала)
| Место          | Страна         | Золото | Серебро | Бронза | Всего |
| -------------- | -------------- | ------ | ------- | ------ | ----- |
| 1              | США            | 3      | 1       | 0      | 4     |
| 2              | Канада         | 1      | 0       | 0      | 1     |
| 3              | Мексика        | 0      | 3       | 1      | 4     |
| 4              | Гватемала      | 0      | 0       | 1      | 1     |
| 4              | Гуам           | 0      | 0       | 1      | 1     |
| 4              | Пуэрто-Рико    | 0      | 0       | 1      | 1     |
| Всего стран: 6 | Всего стран: 6 | 4      | 4       | 4      | 12    |